# Droga krajowa nr 3 (Węgry)
Droga krajowa nr 3 (węg. 3-as főút) – droga krajowa na Węgrzech. Łączy Węgry ze wschodnią Słowacją (Budapeszt z Koszycami). Zdublowana przez autostradę M3 z odnogami M30 i M35. Długość - 239 km. Przebieg: 
- Budapeszt
- Kistarcsa – skrzyżowanie z M0
- Gödöllő – skrzyżowanie z M3 (i planowane z M31)
- Aszód – skrzyżowanie z M3
- Hatvan – skrzyżowanie z 21 i 32
- Taspuszta – skrzyżowanie z M3
- Gyöngyös – skrzyżowanie z 24
- Kerecsend – skrzyżowanie z 25
- Füzesabony – skrzyżowanie z 33
- Mezőkövesd (obwodnica)
- Emőd – skrzyżowanie z 301
- Nyékládháza – skrzyżowanie z 35
- Miszkolc – skrzyżowanie z 304
- Felsőzsolca – skrzyżowanie z 37 i M30
- Szikszó
- granica węgiersko-słowacka Milhosť – Tornyosnémeti – połączenie ze słowacką drogą 17 i drogą ekspresową R4.